# Abdelaziz Maoui
Abdelaziz Maoui, né le 10 avril 1929 à Rabat au Maroc et mort le 26 octobre 2018, est un homme politique algérien membre du FLN.
Il est le père de Madame Mouna Maoui, décédée le 8 avril 2019 à Montréal.

## Biographie
Membre du MALG sous le nom de Sadek, il sera à l'indépendance ministre du tourisme durant 12 ans sous la présidence de Houari Boumediène.

## Fonctions
- 1963-1964, Chef de cabinet du ministre de l'intérieur.
- 1964-1965, Secrétaire général du ministère des affaires étrangères[3].
- 1965-1977, Ministre du tourisme.
- 1977-1979, Ambassadeur aux États-Unis.
- 1979-1983, Ambassadeur en Espagne[4].
- 1999-2008, Ambassadeur en Tunisie[5]